# Icoana
Icoana é uma comuna romena localizada no distrito de Olt, na região de Oltênia. A comuna possui uma área de 52.40 km² e sua população era de 2012 habitantes segundo o censo de 2007.